# Cleobury Mortimer
Cleobury Mortimer – miasto w Wielkiej Brytanii. w Anglii w hrabstwie Shropshire. Choć często uważane za wieś, jest większe od innego miasta w hrabstwie - Clun.  Miasto zamieszkuje niecałe 2 500 mieszkańców. Prawa miejskie nadano miejscowości w roku 1253

## Historia
Nazwa miejscowości pochodzi od staroangielskiego słowa clifu oznaczającego strome zbocze i bury - fortyfikację. Dwór w Cleobury z początku należał do .żony Edwarda Wyznawcy Edith. Miejscowość jest wymieniona w Domesday Book jako miejsce co najmniej dwóch zamków.